# St. Anthony, Minnesota
St. Anthony är en ort i Hennepin County och Ramsey County i delstaten Minnesota, USA.